# Kalven (Ramsbergs socken, Västmanland)
Kalven är en sjö i Lindesbergs kommun i Västmanland och ingår i Norrströms huvudavrinningsområde. Sjöns area är 0,01 kvadratkilometer och den är belägen 228 meter över havet.